# خوسيه كامبانيا
خوسيه أنخيل غوميز كامبانيا (بالإسبانية: José Ángel Gómez Campaña)‏ هو لاعب كرة قدم إسباني في مركز الوسط ولد في يوم 31 مايو 1993 في مدينة إشبيلية في إسبانيا يلعب حالياً مع نادي ألكوركون في دوري الدرجة الثانية الإسباني وسبق له اللعب مع نادي بورتو ونادي سامبدوريا ونادي نورمبرغ ونادي كريستال بالاس ونادي إشبيلية، كما لعب مع منتخب إسبانيا تحت 21 سنة لكرة القدم ويبلغ طوله 179 سم.

## روابط خارجية
- خوسيه كامبانيا على موقع الاتحاد الدولي (مؤرشف)  (الإنجليزية)
- خوسيه كامبانيا على موقع الاتحاد الأوربي (الإنجليزية)
- خوسيه كامبانيا على موقع قاعدة بيانات كرة القدم.إي يو (الإنجليزية)
- خوسيه كامبانيا على موقع ناشيونال فوتبول تيمز (الإنجليزية)
- خوسيه كامبانيا على موقع Soccerbase.com (لاعب) (الإنجليزية)
- خوسيه كامبانيا على موقع Soccerway.com (الإنجليزية)
- خوسيه كامبانيا على موقع عالم كرة القدم.نت (الإنجليزية)
- خوسيه كامبانيا على موقع AS.com (الإسبانية)